# 상 (표창)

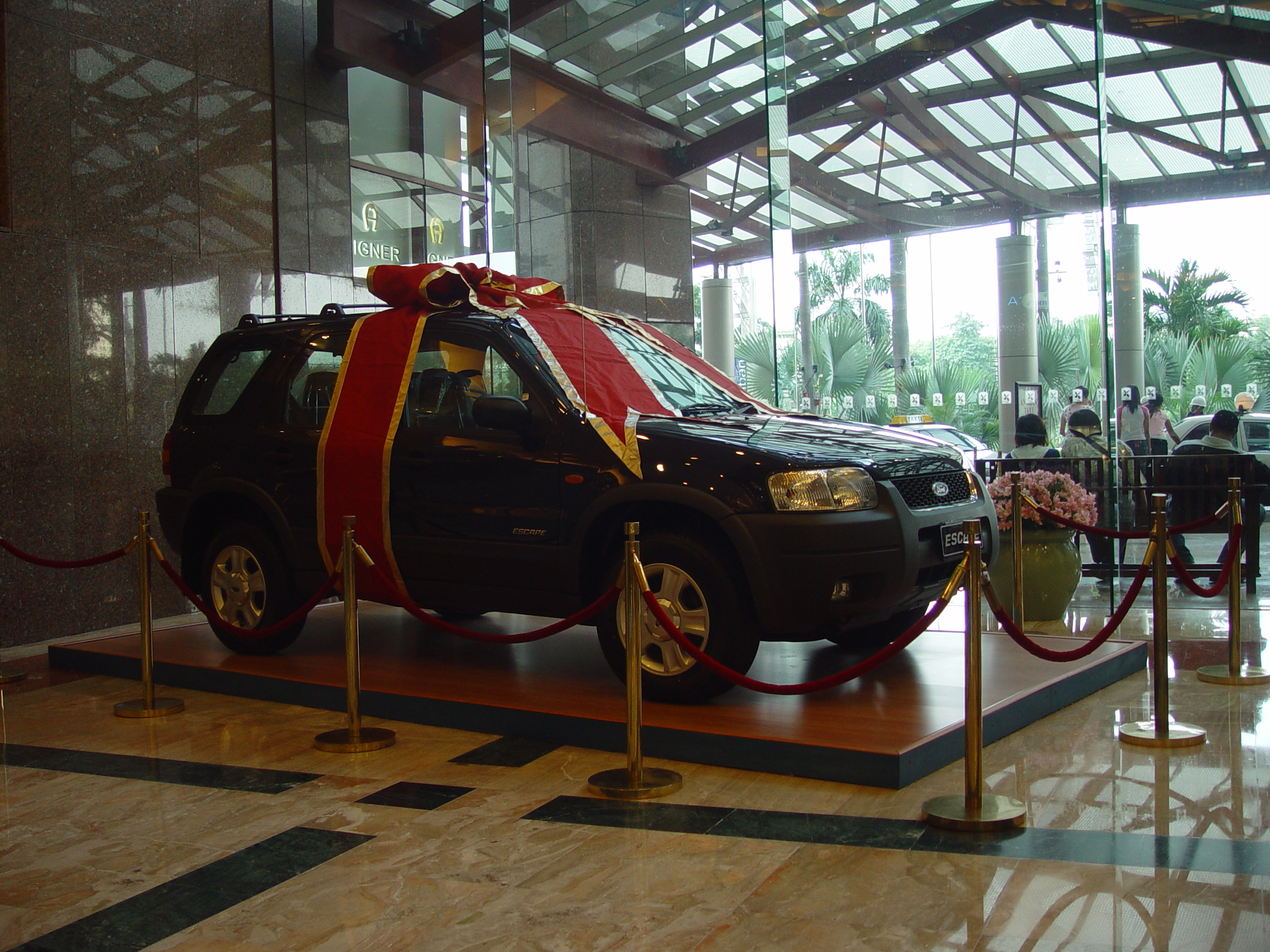
인도네시아의 쇼핑몰에 전시된 자동차 상품

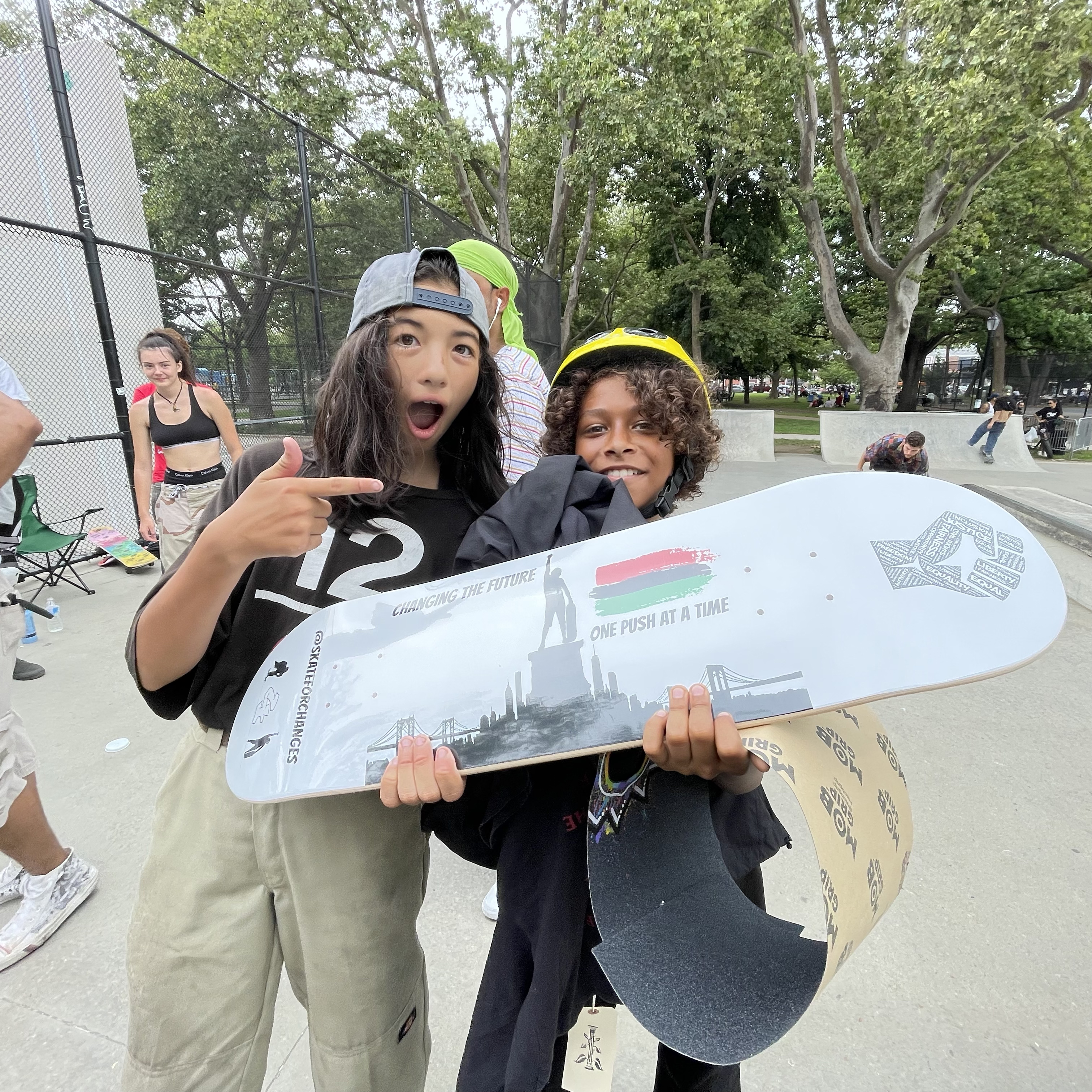
2021년 스케이트 보드 대회에서 스케이트보드 데크를 상품으로 받고 기뻐하는 스케이트보더들

상(賞)은 표창의 일종으로, 개인 또는 단체에 대하여 심사 · 판정을 한 후 어떤 분야에서 뛰어난 성과와 달성한 업적을 기리기 위해 수여하는 것을 말한다.  주요 상품은 월계관과 트로피, 메달, 배지, 리본, 훈장, 상장, 명판등이며, 물건이 아니라 칭호를 주는 경우도 있다. 영어 표현으로는 어워드(Award)와 프라이즈(Prize)가 있는데, 어워드는 객관적 평가에 의해 받는 상을 의미하는 반면, 프라이즈는 경쟁에 의한 상을 의미하는 늬앙스가 있다.

## 개요
상(賞)은 개인이나 단체(스포츠팀이나 조직 등)의 행동과 업적을 인정하고 보상하기 위해 주어지는 보상이다. 공식적인 상에는 흔히 금전적 보상과 그에 따른 명성이 수반된다. 일부 상은 아카데미상과 같이 화려한 시상식과 함께 진행되기도 한다.
상은 주목할 만하거나 모범적인 행동을 널리 알리고, 개선된 결과와 경쟁적인 노력에 대한 인센티브를 제공하기 위해 수여된다. 일반적으로 상은 긍정적으로 여겨지며, 수상자는 존경받는다. 그러나 많은 상, 특히 더 유명한 상들은 논란과 질투를 야기하기도 했다.

## 종류
구체적인 상의 종류는 다음과 같다.
- 부비 트랩상: 주로 농담이나 모욕으로 꼴찌에게 수여된다(예: 나무 숟가락상).
- 위로상: 우승하지는 못했지만 인정받을 만한 가치가 있다고 여겨지는 사람들에게 주어지는 상.
- 위계적인 상으로, 최고의 상은 "1등상", "대상" 또는 "금메달"이다. 하위 상은 "2등상", "3등상" 등, 또는 "차점자" 및 "차차점자" 등, 또는 "은메달" 및 "동메달"이다. (일부 대회에서는 "대상"이 "1등상"보다 더 바람직하다.)
  - 영국 게임 쇼에서는 "스타 상"이라고 부르며, 호주에서는 "주요 상"이라고 한다.
- 구매상 또는 취득상: 우승 작품과 교환으로 미술 대회에서 주어지는 금전적 상.
- 유인 상금 대회의 상금: 일반적으로 후원자나 사회 전체에 유용한 특정 업적을 달성한 대가로 주어지는 보상.

## 같이 보기
- 메달
- 노획물
- 패자부활전